# Victor Burghardt
Victor Burghardt (* 27. Januar 1937 in Budapest) ist ein Schweizer Klarinettist, Saxophonist und Komponist ungarischer Herkunft, der vor allem in den Bereichen Modern Jazz und Unterhaltungsmusik gewirkt hat. Als Orchesterleiter nahm er auch Alben unter dem Künstlernamen Ric Bogart auf.

## Leben und Wirken
Burghardt floh während seiner Studentenzeit 1958 aus Ungarn nach Zürich. Am Konservatorium Zürich studierte er Klarinette bis zum Diplom (1963); von 1965 bis 1968 absolvierte er an der Musikakademie Basel ein Kompositionsstudium. Zwischen 1964 und 1985 wirkte er als Soloklarinettist und Lead-Saxophonist beim Unterhaltungsorchester von Schweizer Radio DRS (damals bekannt als Unterhaltungs-Orchester Beromünster, zuerst in Basel, dann ab 1970 in Zürich). Neben zahlreichen Rundfunk- und Fernsehaufnahmen war er auch an zahlreichen Alben beteiligt, auch in Zusammenarbeit mit weltbekannten Künstlern wie Henry Mancini, Sammy Davis junior, Gene Kelly, Joe Hendricks, Maynard Ferguson, Eddie Harris, als Leiter eigener Formationen. Seither arbeitete er als Instrumental-Solist, unter anderem bei Thomas Moeckel, aber auch als Dirigent, Arrangeur und Komponist. Zudem unterrichtete er an verschiedenen Musikhochschulen. 

## Auszeichnungen und Preise
Burghardts Kompositionen erhielten mehrfach Preise und Auszeichnungen in Wettbewerben: 1980 erhielt er den dritten und 1983 den ersten Preis am Internationalen Kompositionswettbewerb der Academie de Musique von Monaco, 1982 den Komponistenpreis von Radio DRS und dem Schweizerischen Tonkünstlerverein. 1986 wurde ihm der Komponistenpreis der Europäischen Rundfunkunion (UER) zugesprochen und 1998 der Interlyra Award der Foundation Hungarian Performance Art.

## Lexikalischer Eintrag
- Bruno Spoerri (Hrsg.):  Biografisches Lexikon des Schweizer Jazz  CD-Beilage zu: Spoerri, Bruno (Hrsg.): Jazz in der Schweiz. Geschichte und Geschichten. Chronos-Verlag, Zürich 2005, ISBN 3-0340-0739-6